# Caroline Buchanan
Caroline Buchanan (ur. 24 października 1990 w Canberze) – australijska kolarka górska i BMX, wielokrotna medalistka mistrzostw świata.

## Kariera
Pierwszy sukces w karierze Caroline Buchanan osiągnęła w 2009 roku, kiedy zdobyła złoty medal w four-crossie podczas mistrzostw świata MTB w Canberze. W zawodach tych wyprzedziła dwie Amerykanki: Jill Kintner i Melissa Buhl. Wynik ten powtórzyła na rozgrywanych rok później mistrzostwach MTB w Mont-Sainte-Anne, tym razem wyprzedzając dwie Czeszki: Janę Horákovą i Romanę Labounkovą. W 2011 roku wzięła udział w mistrzostwach świata BMX w Kopenhadze, gdzie zdobyła srebrny medal w jeździe na czas - lepsza była tylko Brytyjka Shanaze Reade. W tej samej konkurencji Buchanan była już najlepsza podczas mistrzostw BMX w Birmingham. W tym samym roku wystartowała na igrzyskach olimpijskich w Londynie, plasując się na piątej pozycji w wyścigu BMX. Na mistrzostwach świata BMX w Auckland zwyciężyła w wyścigu elite, a w jeździe na czas zajęła trzecie miejsce, za Kolumbijką Marianą Pajón i Amerykanką Alise Post. W tym samym roku ponownie zwyciężyła w four-crossie na mistrzostwach świata MTB w Pietermaritzburgu.